# クリスティ・マクニコル
クリスティ・マクニコル（Kristy McNichol、1962年9月11日 - ）は、アメリカ合衆国の女優。1970年代後半から1980年代初頭にアメリカや日本などにおいてアイドル的な人気を博した。

## 経歴
家族の友人に『アイ・ラブ・ルーシー』のデジ・アーナズがいたことから、そのつてで1970年ごろから兄のジミー・マクニコルと共に子役としてテレビコマーシャルなどに出演し始めた。マクニコルを一躍有名にしたのは1976年から放映されたテレビシリーズ『ファミリー/愛の肖像』での次女バディ（Buddy）役である。1977年と1979年のエミー賞で最優秀助演女優賞を、1980年のピープルズ・チョイス・アワードでは「最も人気のある若手女優賞」を獲得した。この1980年まで制作されたテレビシリーズによってティーン・アイドルとなった彼女は、カーペンターズのクリスマス特番に出演したことがきっかけで、兄のジミーと兄妹デュオを結成し、アルバムもリリースしている。この頃から映画にも進出、1981年にはアメリカで最も高額なギャラを受け取っている女優の一人、と報道された。同年の映画『泣かないで』では1982年のゴールデングローブ賞にノミネートされ、同年度のヤング・アーティスト・アワードでは受賞を果たしている。
18歳頃から過労や生活の一部であった『ファミリー/愛の肖像』の終了、『パイレーツ・ムービー』などへの厳しい評価等が原因で精神的に不安定となり（双極性障害ともいわれている）、1983年に『クリスティ・マクニコルの白いロマンス』の撮影を続けられなくなるほど苦しむようになる。1980年代半ばに一時休養。1988年にカムバックする。とりわけテレビのホームコメディーシリーズ『Empty Nest』での主役の一人である次女役は特筆すべきもので、アメリカでは彼女の本格的なカムバックを歓迎する報道が多く見られ、後に彼女のキャリアを回顧した際にはティーンアイドル時代以外での代表作に挙げられるものだが、1992年に鬱症状のため番組を降板（1995年の最終回には出演した）。再び表立った活動は少なくなり、2001年には正式に引退を宣言した。その後は演技学校で教えたり、チャリティ活動への専念が報じられている。
私生活ではアイドル全盛の頃にやはり人気アイドルだったレイフ・ギャレットとの交際が報道されたこともあったが、2012年に同性愛をカミングアウトしている。

## 日本での人気
『ファミリー/愛の肖像』は日本では1979年から東京12チャンネルで放送が始まったが、彼女を本国でのブレイクから4年遅れで日本でトップアイドルに押し上げたのはテイタム・オニールとの競演作『リトル・ダーリング』によるものが大きい。1980年代初頭のスクリーン、ロードショーといった雑誌の表紙を多く飾った。「スクリーン」(2007年2月号)で過去60年間の人気投票を通算してのランキングを男女50人ずつ発表。マクニコルは女優の49位だった。当時の人気を受けて、1981年の『さよならジョージア』のサウンドトラックから彼女が歌う「涙を抱きしめて」が日本でのみシングルカットされている。

## エピソード
『リトル・ダーリング』の共演者テイタム・オニールとは少なからぬ縁があり、1976年の『がんばれ!ベアーズ』でオニールが演じた役は、当初マクニコルが演じる予定だったとされている。マクニコルが『リトル・ダーリング』で演じた役はオニールが断ったものだった。同時期に日米でアイドル的な人気を得た他の子役俳優たちとも関わりは深く、1976年の『タクシードライバー』でジョディ・フォスターが演じた役はマクニコルも候補に挙がっていたが断ったという。一方で同じく少女娼婦の役だが『プリティ・ベビー』の主役を得ることには乗り気だった。しかし、既に『ファミリー/愛の肖像』でスターになっていたマクニコルのイメージを心配した同番組のプロデューサー・アーロン・スペリングの猛反対により、断念したと伝えられている。その1978年春公開の『プリティ・ベビー』でスターとなったブルック・シールズは、同年マクニコルが兄とレコードデビューした際のイベントに出席している。

## 主な出演作品
- ファミリー/愛の肖像（1976-80、TV）
- ジ・エンド（1978）
- リトル・ダーリング（1980）
- さよならジョージア（1981）
- 泣かないで（1981）
- パイレーツ・ムービー（1982）
- ホワイト・ドッグ（1982）
- クリスティ・マクニコルの白いロマンス（1984）
- フィリピン陥落 -バターン半島1942-（1986、TV）
- 君がほほえむ瞬間（1986、TV）
- ドリーム・ラバー（1986）
- 死を招くソナタ（1988）
- 恋はあせらず（1988）
- トゥー・ムーン（1988）
- Empty Nest（1988-1992、1995、TV）
- インヴェイジョンUSA（1998、TV、声のみ）